# Mandamientos de la Iglesia católica

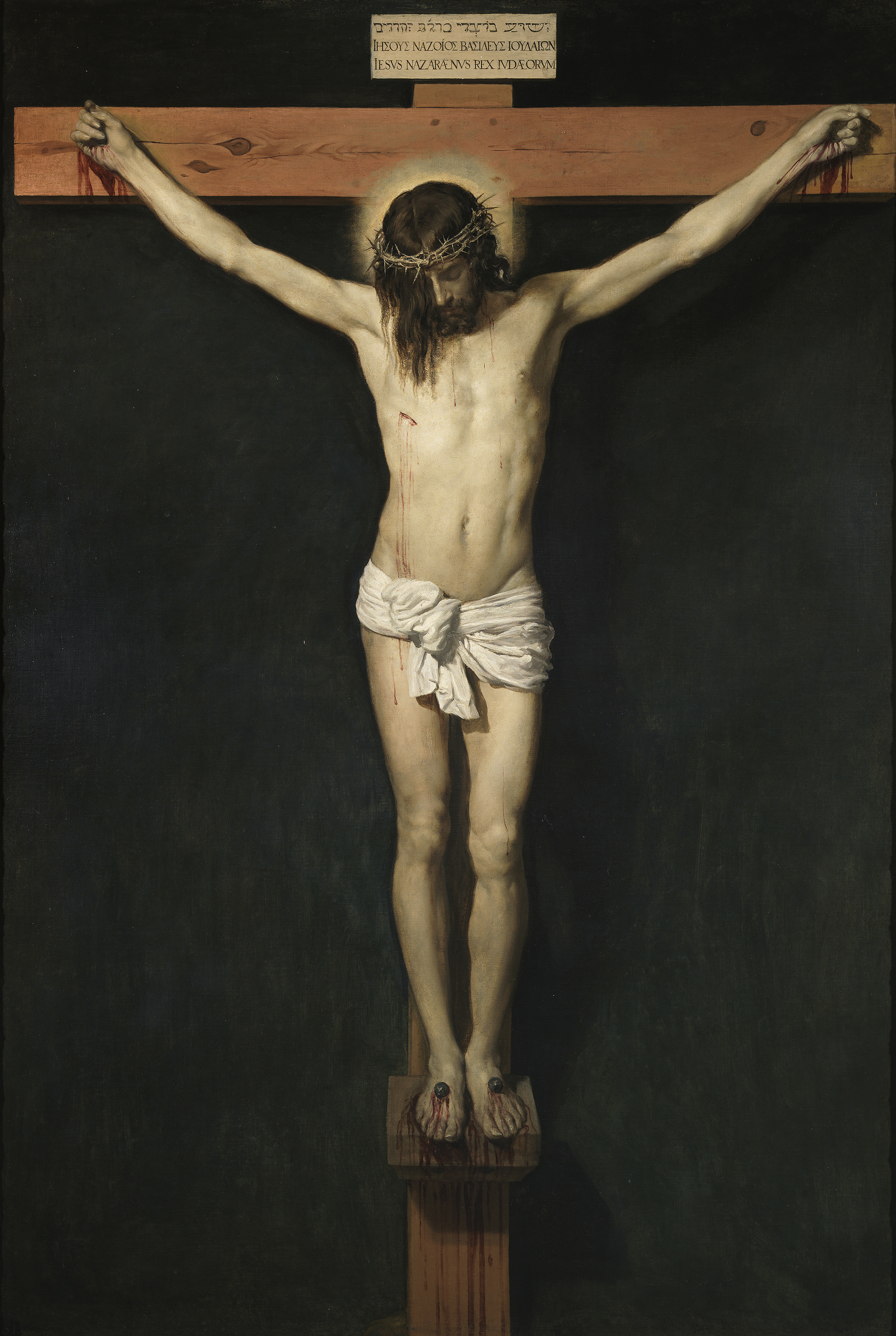
Entre los preceptos de la Iglesia católica se incluye la guarda de ayuno y abstinencia en Viernes Santo, día en que se oficia la celebración de la Pasión del Señor.

Los Mandamientos de la Santa Madre Iglesia  son las principales obligaciones de un católico respecto de su vida de sacramentos y la estructura eclesial. En un sentido amplio, se puede entender por tales a todas las leyes eclesiásticas; pero en un sentido más estricto y teológico se consideran mandamientos de la Iglesia «aquellos preceptos eclesiásticos que obligan a todos los fieles cristianos y que fueron dictados para mejor guardar los divinos».
1. Oír misa entera todos los domingos y fiestas de guardar. Los días santos de la custodia o precepto que pueden que no sean en el domingo son diez:
- 1 de enero: Solemnidad de Santa María, Madre de Dios.
- 6 de enero: Epifanía del Señor.
- 19 de marzo: Solemnidad de San José.
- Ascensión de Jesús, jueves de la sexta semana de Pascua.
- Corpus Christi, primer jueves después el domingo de la Santísima Trinidad.
- 29 de junio: Solemnidad de los Apóstoles San Pedro y San Pablo.
- 15 de agosto: Solemnidad de la Asunción de la Virgen María.
- 1 de noviembre: Solemnidad de todos los santos.
- 8 de diciembre: Solemnidad de la Inmaculada Concepción de la Virgen María.
- 25 de diciembre: Navidad.

2. Confesar los pecados mortales al menos una vez cada año, y en peligro de muerte, y si se ha de comulgar.
3. Comulgar al menos por Pascua de Resurrección.
4. Ayunar y abstenerse de comer carne cuando lo manda la Iglesia.
- Días de ayuno: Miércoles de Ceniza y Viernes Santo.[2]
- Días de abstinencia de carne o cualquier otro alimento determinado por la Conferencia Episcopal: todos los viernes, sobre todo Cuaresma, a menos que una solemnidad sea un viernes.[2]

5. Ayudar a la Iglesia en sus necesidades.